# Adolphe Danhauser
Pour les articles homonymes, voir Danhauser.
Adolphe-Léopold Danhauser, né le 26 février 1835 à Paris où il est mort le 9 juin 1896, est un musicien, pédagogue, théoricien de la musique et compositeur français.

## Biographie
Élève de Bazin, Halévy et Reber au Conservatoire de Paris, Danhauser obtint un second prix de Rome en 1863.
Rapidement titulaire d’une classe de solfège au Conservatoire de Paris, c'est dans ce cadre qu'il écrivit sa célèbre Théorie de la musique, parue en 1872, qui fait toujours autorité aujourd'hui.
Il fut nommé inspecteur de l’enseignement du chant dans les écoles de la ville de Paris en 1875.
En 1878, il succède à François Bazin à la tête de l'Orphéon municipal de Paris.

## Ouvrages pédagogiques
Note : Les ouvrages de Danhauser ont été réimprimés des dizaines de fois, traduits, et revus.
- Théorie de la musique, Paris, H. Lemoine, 1872 (BNF 42933778, lire en ligne)
  - Théorie de la musique édition revue et corrigée par Henri Rabaud, Paris, H. Lemoine, 1928.
  - Théorie de la musique édition revue et augmentée, Paris, H. Lemoine, 1994  (ISBN 978-0230922266).
- Questionnaire. Appendice de la théorie de la musique, Paris, H. Lemoine, 1879.
  - Questionnaire. Appendice de la Théorie de la musique, édition revue et corrigée par Henri Rabaud, Paris, H. Lemoine, 1928 (ISMN 979-0230922487)
- Abrégé de la théorie de la musique, Paris, H. Lemoine, 1879.
  - Abrégé de la théorie de la musique, édition revue et corrigée par Henri Rabaud, Paris, H. Lemoine, 1928.
  - Abrégé de la théorie de la musique, nouvelle édition revue et corrigée par Sophie Jouve-Ganvert, Paris, H. Lemoine, 1990 (ISMN 979-0230922272).
- Solfège des solfèges, Paris, H. Lemoine, 3 volumes, 1881-1907.
  - Le Solfège des solfèges a été réédité et augmenté tout au long du XIXe siècle.

## Œuvres musicales
- Le Proscrit, drame musical en un acte avec chœurs, 1866
- Maures et Castillans, opéra en trois actes
- Soirées orphéoniques, recueil de 12 chœurs à trois voix égales